# Половецкое (Житомирская область)
Полове́цкое (укр. Половецьке) — село на Украине, основано в 1600 году, находится в Бердичевском районе Житомирской области.
Код КОАТУУ — 1820884801. Население по переписи 2024 года составляет 680 человек. Почтовый индекс — 13336. Телефонный код — 4143. Занимает площадь 2,562 км².

## Адрес местного совета
13336, Житомирская область, Бердичевский р-н, с.Половецкое, ул.Центральная, 78а